# Archanara pringlei
Archanara pringlei là một loài bướm đêm trong họ Noctuidae.